# Marta Suplicy
Marta Teresa Smith de Vasconcellos Suplicy (San Paolo, 18 marzo 1945) è una politica, psicologa e conduttrice televisiva brasiliana, affiliata al Partito dei Lavoratori (PT). Dal 2001 al 2004 sindaco di San Paolo, dal 1995 al 1999 deputato federale, ministro di Stato nei governi Lula e Rousseff, senatrice della Repubblica per lo stato di San Paolo dal 2011 al 2019 e Segretario delle Relazioni internazionali per la città di San Paolo dal 2021 al 2024.
Emersa presto come attivista, ha fondato diverse organizzazioni no-profit su questioni come i diritti delle donne, l'istruzione e la protezione dei consumatori ed ha condotto in televisione trasmissioni (molto seguite ma anche criticate) sulla gravidanza adolescenziale, l'orgasmo, l'impotenza e l'impulso sessuale.

## Biografia

### Origini e formazione
Marta è nata il 18 marzo 1945 a Jardim Paulistano, San Paolo, figlia primogenita dell'industriale di Rio Luís Affonso Smith de Vasconcellos e della casalinga di San Paolo Noêmia Fraccalanza. Oltre a Marta, la coppia ha avuto altri tre figli: Luiz, Teresa e Cristina. Suo padre, Luís Affonso, possedeva industrie di carta e cartone. Proveniente da famiglie benestanti di San Paolo, Marta è nipote di Jaime Smith de Vasconcellos, 3º barone di Vasconcellos, e pronipote di Alessandro Siciliano, 1º conte Siciliano. Inoltre, attraverso la bisnonna paterna, Laura de Mello Coelho, contessa Siciliano, Marta discende da famiglie residenti a San Paolo da quattrocento anni e da bandeirantes quali Fernão de Camargo, "la Tigre", Fernando Ortiz de Camargo, "il Giovane", Lourenço Castanho Taques, "il Giovane", e Lourenço Castanho Taques, "il Vecchio".
Marta ha vissuto la sua infanzia e adolescenza in una casa ampia e confortevole situata nel Jardim Paulistano. Tra i suoi hobby c'erano la lettura e l'equitazione. Ha studiato in scuole d'élite a San Paolo, frequentando le elementari presso l'Externato Madre Alix e il Colégio Des Oiseaux, gestito dai canonici di Sant'Agostino. Quindi ha studiato presso il Colégio Nossa Senhora de Sion, sempre a San Paolo, dove ha fondato e presieduto l'Unione studentesca negli anni '60, con un marcato coinvolgimento nella politica studentesca, in particolare contro la dittatura militare. Nel 1964, entrò nell'Istituto Sedes Sapientiae, presso la Pontificia Università Cattolica di San Paolo (PUC-SP), per studiare psicologia.
Il 15 dicembre 1964, Marta si è sposata con lo studente Eduardo Suplicy, nato nel 1941 e appartenente alla Famiglia Matarazzo, un'altra famiglia benestante di San Paolo. Si erano conosciuti nel 1960 a São Vicente, quando Marta era sulla spiaggia e aveva visto Eduardo salvare un uomo dall'annegamento. Marta si era innamorata e i due si frequentati inizialmente a distanza. Insieme hanno avuto tre figli: Eduardo "Supla" (1966), André (1968) e João (1974).
Marta ha interrotto gli studi alla PUC-SP per accompagnare Eduardo, che studiava per un master in Economia negli Stati Uniti tra il 1966 e il 1967. Durante questo periodo ha studiato psicologia infantile alla Michigan State University. Marta era quindi tornata in Brasile ed era rientrata nel PUC-SP nel 1968, completando la laurea in psicologia nel 1970 e ottenendo in seguito un master in psicologia clinica presso la Michigan State University nel 1973.

### Carriera televisiva
Durante il suo soggiorno negli Stati Uniti, Marta aveva scoperto, rimanendone affascinata, il movimento femminista. Quando era ritornata in Brasile, ha iniziato a lavorare come psicologa comportamentale e sessuologa. Marta è stata una delle fondatrici del corso di "Terapia Comportamentale" presso l'Istituto Sedes Sapientiae, dove è stata docente di terapia di coppia tra il 1973 e il 1976. Ha lavorato anche con le coppie nel suo studio privato, ha scritto rubriche per le riviste Claudia e Vogue e ha tenuto conferenze. A metà degli anni '70 ha incontrato altre femministe e ha partecipato a un gruppo di donne intellettuali che si incontravano per discutere sulla condizione delle donne in Brasile.
Nel 1980 Marta accetta l'invito del regista Nilton Travesso a presentare Comportamento Sexual su TV Mulher, un nuovo programma di Rede Globo dedicato alle donne. Lo spettacolo aveva un pubblico medio giornaliero di due milioni di spettatori, diventando uno dei programmi più conosciuti, ed era rivolto a un pubblico la cui maggioranza era composta da donne di età compresa tra i 29 ei 45 anni. Tra gli argomenti trattati da Marta c'erano la gravidanza adolescenziale, l'orgasmo, l'impotenza e l'impulso sessuale.
Come presentatrice, ha causato polemiche affrontando il conservatorismo e difendendo apertamente questioni controverse, come l'emancipazione e i diritti delle donne, l'aborto, i movimenti femministi e LGBT. Essendo la prima volta che si parlava di sesso nella televisione brasiliana, il programma ha ricevuto quattro denunce da parte del Dipartimento Nazionale delle Telecomunicazioni, responsabile della censura in TV, per "rivelazione di fatti inappropriati per l'epoca". Marta è stata anche oggetto di numerose proteste per aver parlato, in pieno giorno, di orgasmo femminile e per aver ripetuto le parole pene e vagina. Uno dei gruppi oppositori erano i Senhoras de Santana, che chiedevano che l'immagine di Marta fosse rimossa.
Nel novembre 1982, Rede Globo decide di sospenderla dal programma a causa del volume delle multe e degli "innumerevoli problemi che l'azienda ha dovuto affrontare con vari organismi ufficiali ancora dominati da un oscurantismo che impedisce la libera discussione delle problemi fondamentali per lo spettatore". Dopo la sua partenza, l'emittente ha ricevuto numerose manifestazioni contro la censura, culminate con il ritorno di Marta in programma all'inizio di dicembre. TV Mulher lasciò il palinsesto di Rede Globo nel giugno 1986. L'anno successivo, Nilton Travesso ha riproposto la trasmissione su Rede Manchete, come Mulher 87: Marta si è così riproposta tra il 1987 e il 1988. Durante tutto il periodo in cui il programma è andato in onda su Globo, Marta ha ricevuto più di tremila lettere di telespettatori con dubbi e critiche sul ruolo della donna nella società; tali lettere sono state usate da Mário Prata in uno spettacolo teatrale del 1984.
Marta è tornata a presentare un programma televisivo nell'agosto 1999, quando ha condotto il programma Jogo Aberto, concepito per discutere della sessualità delle donne, trasmesso il sabato sera su Rede Bandeirantes. Nell'ottobre dello stesso anno l'emittente ha sospeso la trasmissione citando "cambiamenti nel palinsesto". Tuttavia, il basso pubblico e la mancanza di inserzionisti sono stati decisivi per la sua fine.
Sempre in ambito psicologico, Marta ha pubblicato nove libri relativi a questo argomento, tra cui: Conversando sobre Sexo (1983), Sexo para adolescente: orientação para educadores (1988), Papai, mamãe e eu: o desenvolvimento sexual da criança dos dois aos seis anos no lar e na escola (1990), Guia de orientação sexual (1994), Sexo se Aprende na Escola(1995) e Sexo para adolescente: amor, homossexualidade, masturbação, virgindade, anticoncepção, AIDS (1995).

### Carriera politica

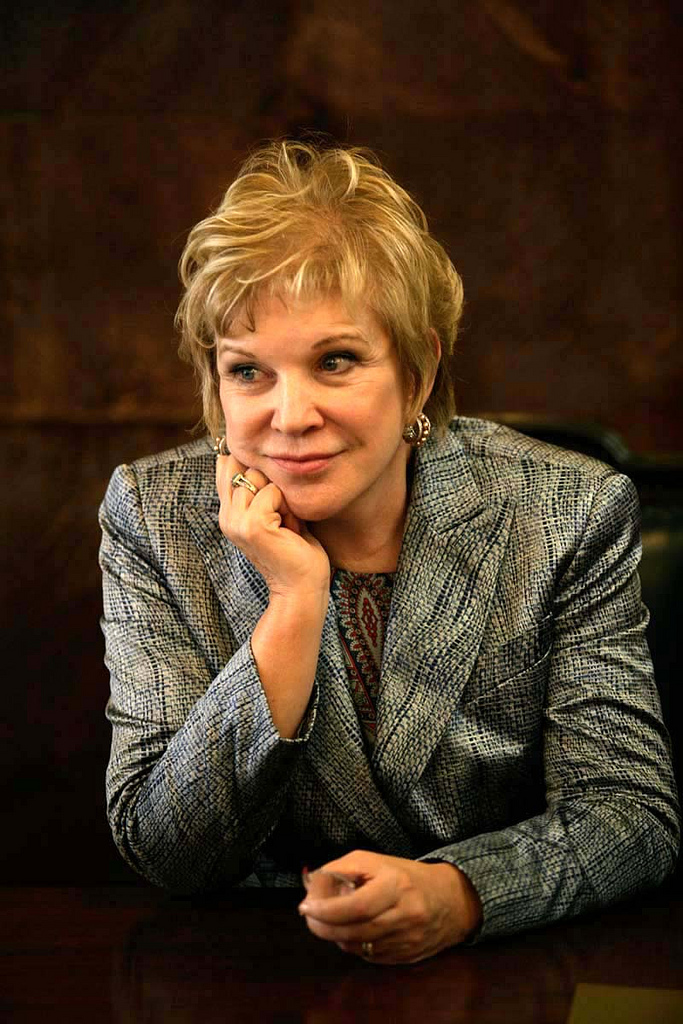
Marta Suplicy (2012)

Nel 1981 Marta aderisce al Partito dei Lavoratori (PT). Suo marito Eduardo era stato membro fondatore del PT un anno prima, ma Marta, ha raccontato, "aveva bisogno di riflettere. Non sapevo se aveva a che fare con me". All'inizio non frequentava abitualmente le riunioni del partito e si dedicava poco alle campagne elettorali. Dal 1990 in poi, il PT ha cominciato a insistere affinché Marta si candidasse a un posto elettivo, ma lei si è sempre rifiutata dicendo che "il politico della famiglia è Eduardo".
Tra il 1989 e il 1992, su richiesta di Paulo Freire, ministro dell'Istruzione del governo PT Luiza Erundina, Marta ha fondato e presieduto il gruppo di lavoro e ricerca sull'orientamento sessuale, il cui obiettivo era quello di sviluppare e attuare un programma di orientamento sessuale per la formazione scolastica. Dal 1994 ha lavorato nel Gruppo di lavoro e ricerca sull'orientamento sessuale nell'ambito del "progetto Brasile" del Ministero della Salute. Il gruppo ha introdotto programmi sull'orientamento sessuale in sei città.

#### Deputato federale
Nel 1994, con l'incoraggiamento del marito e della leadership del PT, Marta si è candidata a deputato federale. La sua piattaforma elettorale dava priorità alle minoranze e sosteneva che l'aborto fosse regolamentato nei casi previsti dalla legislazione. È stata eletta con 76,1 mila voti, pari allo 0,71%, il quarto voto più alto del PT-SP per la carica. Di conseguenza, ha iniziato a vivere nel funzionale appartamento di Eduardo, a Brasilia. Tuttavia, ha continuato a ricevere un aiuto per l'abitazione dalla Camera dei Deputati, cosa che, pur essendo legale, ha causato imbarazzo al PT quando la rivista Veja ha denunciato la vicenda, costringendo Marta a rinunciare al sussidio, dopo averne usufruito per due mesi.
Nel maggio 1995 Marta ha proposto la legalizzazione dell'aborto nei casi in cui fosse riscontrata un'anomalia fetale. Nell'agosto 1995, Marta ha presentato un disegno di legge in cui richiedeva che il 20% dei candidati vacanti in un partito o in una coalizione nelle elezioni proporzionali fossero coperti da donne. Nel settembre 1995, il presidente Fernando Henrique Cardoso ha approvato la legge che stabiliva le regole per le elezioni municipali del 1996, compreso l'obbligo che il 20% dei candidati dovesse essere composto da donne. Nel 1997, Marta ha iniziato a sostenere che questa cifra obbligatoria dovesse essere aumentata al 30%, in quanto la partecipazione femminile alla politica si stava evolvendo lentamente e "molto poco". Nel settembre 1997, le nuove regole elettorali sancite dalla presidenza stabilivano che "ciascun partito o coalizione raggiungerà un minimo del 30% e un massimo del 70% per i candidati di ciascun sesso".
Nel giugno 1996 è stata creata una commissione speciale per discutere il progetto da lei ideato che consentiva le unioni civili tra persone dello stesso sesso e che stabiliva anche le stesse garanzie legali date alle coppie eterosessuali. La proposta ha ricevuto una forte opposizione da parte dei parlamentari conservatori ed è stata successivamente accantonata.
Tra i suoi progetti, Marta ha proposto anche la derubricazione dell’adulterio come reato, la depenalizzazione dell’uso di marijuana e la remissione della pena per i detenuti che studiavano.

#### Sconfitta nelle elezioni per governatore
Nel 1998, Marta si è candidata a governatore di San Paolo, affrontando il deputato statale Renato Simões, che apparteneva all'ala più di sinistra e cattolica del PT a San Paolo. Con il sostegno del candidato presidenziale del PT Lula da Silva, ha vinto la nomina del partito diventando la candidata ufficiale per la coalizione Pra Renovar São Paulo, formata anche dal PCdoB, dal PCB (Partido Comunista Brasileiro) e dal PPS (Partido Popular Socialista). Il suo candidato alla vicepresidenza era Newton Lima Neto, ex rettore dell'Università Federale di São Carlos.
Marta ha ricevuto una forte opposizione da parte dei settori conservatori a causa della sua traiettoria femminista e libertaria; anche settori della Chiesa cattolica che sostenevano il PT si sono opposti alla sua candidatura. Il libro Sex for Teens è stato uno dei punti criticati, poiché mons. Amaury Castanho lo ha classificato come “permissivo”. Durante la sua campagna, Marta ha cercato di prendere le distanze dall’immagine che aveva di difensore delle minoranze. Ha dedicato meno attenzione a temi come le cause femministe e omosessuali e ha enfatizzato le sue proposte nel campo sociale, dando priorità alla salute, all'istruzione e al lavoro. Nella sua piattaforma di governo, ha difeso il progetto di borse di lavoro, che offrirebbe corsi professionali ai giovani, un programma di implementazione del reddito per le famiglie bisognose, la costruzione di alloggi popolari e la costruzione di un'università pubblica nella regione della Grande ABC. Non ce l'ha fatta, perdendo al primo turno contro Mário Covas del Partito socialdemocratico brasiliano (PSDB).

#### Sindaco di San Paolo

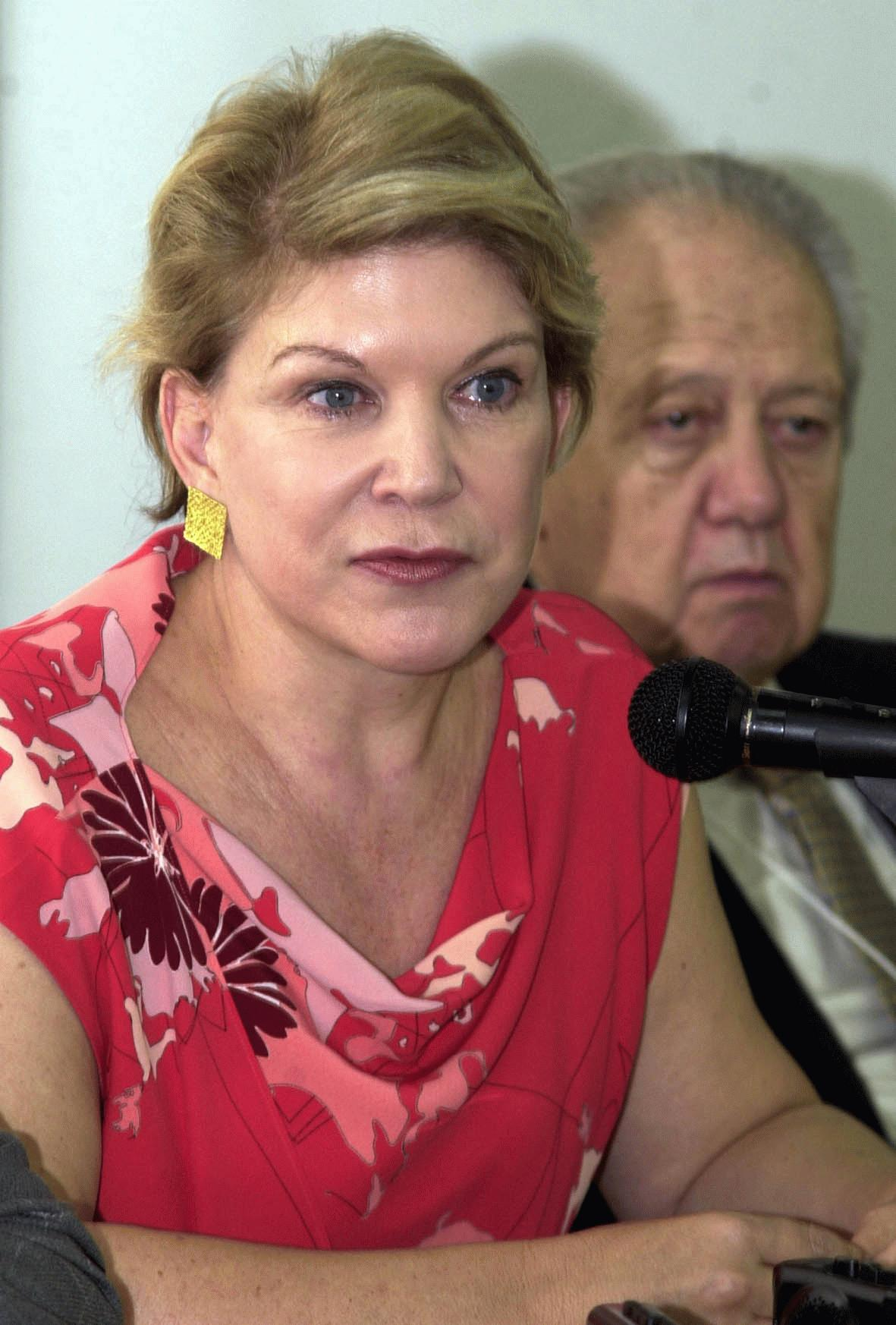
Marta nel gennaio 2003, a fianco di Mário Soares, ex-presidente del Portogallo

Nel 2000 è stata eletta sindaco di San Paolo. All'inizio del suo mandato, Marta ha dovuto affrontare ondate successive di scioperi nel settore dei trasporti, incitati da una "mafia dei trasporti", che si suppone fosse un accordo tra imprenditori, concessionari e sindacalisti con l'obiettivo di costringere il comune a concedere sovvenzioni o aumenti delle tariffe. In quell'occasione Marta è stata minacciata di morte e ha dovuto indossare un giubbotto antiproiettile. Per far fronte alla situazione ha promosso una ristrutturazione del sistema dei trasporti, con l'utilizzo su alcune tratte di minibus che hanno affiancato gli autobus, la riduzione del numero delle linee e la cancellazione delle concessioni alle imprese. Marta ha costruito anche strade esclusive per la circolazione dei veicoli di trasporto pubblico, senza barriere fisiche, diventate note come Passa-Rápido. Nel maggio 2004 è stata istituita la Bilhete Único, che permetteva agli utenti degli autobus di effettuare più viaggi, nell'arco di due ore, pagando un unico biglietto.
Nel sistema educativo pubblico il suo programma prevedeva la costruzione di 45 Centri Educativi Unificati (CEU), che, oltre a svolgere il ruolo di istituzione educativa, offrissero servizi e attività extrascolastiche, come teatro, cinema e piscina. Nell'agosto 2003 è stato inaugurato il primo CEU, a Guaianases. Nel corso del suo mandato sono state costruite 21 CEU in zone disagiate della periferia, poco meno della metà del totale promesso. Sempre nel campo dell’istruzione, la sua amministrazione ha distribuito uniformi e materiale scolastico a un milione di bambini, creato duecentomila posti nella rete comunale, istituito il programma di trasporto scolastico Vai e Volta e attuato un progetto sull’orientamento sessuale.
In ambito sociale, Marta ha avviato il programma di Reddito Minimo, che integrava il reddito mensile delle famiglie bisognose con figli fino a quattordici anni che studiavano, ha introdotto il meccanismo del Bilancio Partecipativo e sostituito le amministrazioni regionali (AR) con le sottoprefetture, che ottenevano maggiore autonomia.

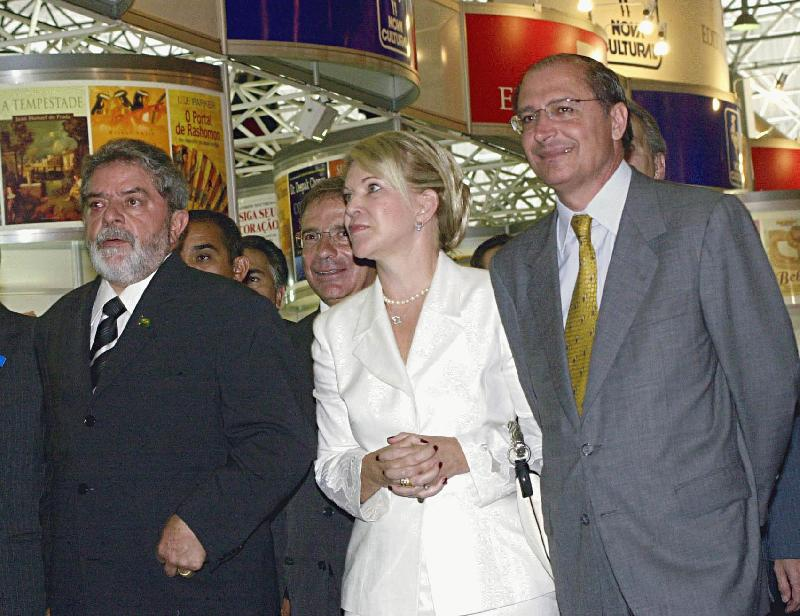
Lula, Marta e Geraldo Alckmin alla Biennale Internazionale del Libro di San Paolo nell'aprile 2004

Marta è stata criticata per aver riformulato le tasse esistenti e creato nuove tariffe, come la tassa sui rifiuti e il contributo per le spese dell'illuminazione pubblica. Durante la sua amministrazione, le entrate fiscali del municipio sono aumentate del 24%. Nel 2004, uno studio ha rivelato che il reddito medio dei residenti di San Paolo destinato alle casse comunali è aumentato dal 4,75% all'8,35%. All'epoca Marta ha ricevuto dall'opposizione il soprannome di "Martaxa" e in seguito ha riconosciuto di aver sbagliato ad aumentare la pressione fiscale.
Un altro argomento ampiamente discusso in quel periodo è stato il suo divorzio, avvenuto quattro mesi dopo il suo insediamento, dal senatore Eduardo Suplicy.
Dopo l'ufficializzazione del divorzio, Marta ha mantenuto il cognome Suplicy, che l'ha celebre nella vita pubblica, e si è risposata nel settembre 2003 con il franco-argentino Luis Favre, membro della Segreteria del Relazioni internazionali del "Partido dos Trabalhadores".

#### Ministro del Turismo
Il 14 marzo 2007 Suplicy ha accettato l'invito di Luiz Inácio Lula da Silva a diventare il nuovo Ministro del Turismo.
Il 13 giugno 2007, Marta ha lanciato il Piano Nazionale del Turismo, che prevedeva investimenti di quasi 1 miliardo di R$ per la promozione interna ed esterna del paese entro il 2010. Alla domanda sulla crisi che si stava verificando nel settore aereo e sull'opportunità del suo piano che incoraggiava a viaggiare, rispose: "Rilassati e divertiti e poi ti dimenticherai di tutte le seccature!" (in portoghese: "relaxa e goza porque você vai esquecer dos transtornos".) Solo che la parola usata per dire "godere" può anche riferirsi ad un orgasmo. Quindi non sono mancate le critiche. Lo stesso giorno Marta ha ammesso pubblicamente di aver fatto una dichiarazione inappropriata e si è scusata. Ma la frase debolì notevolmente la sua immagine pubblica.
Marta ha annunciato, nel settembre 2007, la creazione del programma "Viaja Mais Melhor Velho", che mirava a fornire ai pensionati e alle persone di età superiore ai 60 anni l'opportunità di conoscere il paese durante i periodi di bassa circolazione. Per raggiungere questo obiettivo, il programma ha offerto agevolazioni, come prezzi inferiori rispetto al mercato e la disponibilità di prestiti tramite trattenuta sulla busta paga, con tassi di interesse mensili non superiori all'1%.

#### In Senato
Il 3 ottobre 2010, Suplicy è stata eletta al Senato federale del Brasile, diventando la senatrice donna più votata di sempre e ricevendo oltre 8,3 milioni di voti (22,61%). È stata anche la prima donna eletta senatrice di San Paolo, lo stato più popoloso del Brasile. Ha promesso di lottare per l'approvazione del PLC 122, un disegno di legge che criminalizza l'omofobia, e ha anche reintrodotto il disegno di legge sulle unioni civili tra persone dello stesso sesso. Quest'ultimo ha ottenuto la sua prima vittoria nella commissione per i diritti umani del Senato il 24 maggio 2012.
Ha lasciato il suo mandato al Senato durante il periodo in cui era ministro della Cultura (2012-2014), ha lasciato anche il PT, è entrata nel MDB e si è candidata, senza successo, a sindaco di San Paolo nel 2016. Nel 2018, è stata invitata come candidata alla vicepresidenza nel ticket di Henrique Meirelles per l'MDB. Tuttavia, ha rifiutato l'invito.

#### Ministro della Cultura

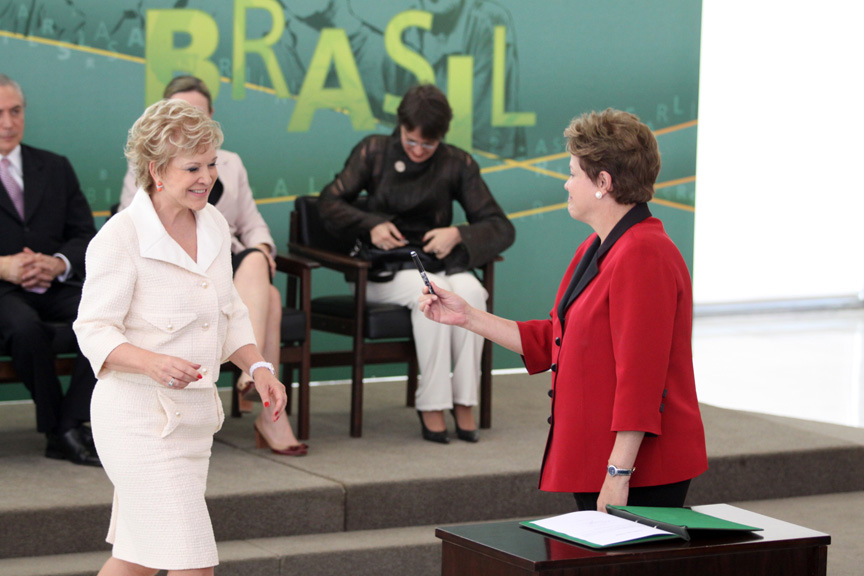
Cerimonia di inaugurazione di Marta al Ministero della Cultura il 13 settembre 2012

Marta intendeva candidarsi a sindaco di San Paolo nelle elezioni dell'ottobre 2012. Tuttavia, l'ex presidente Lula e la leadership del suo partito hanno preferito per quell'incarico Fernando Haddad, ministro dell'Istruzione. Nel novembre 2011, la presidente Dilma l'ha convinta a rinunciare a partecipare ai caucus del partito e Marta ritirato la sua precandidatura a sindaco il 3 novembre. Nel settembre 2012, Dilma ha nominato Marta a capo del Ministero della Cultura, succedendo ad Ana de Hollanda — una decisione che è stata classificata da O Globo come una "ricompensa" per essere stata scavalcata nella controversia municipale e per essere stato coinvolta nella campagna di Haddad.

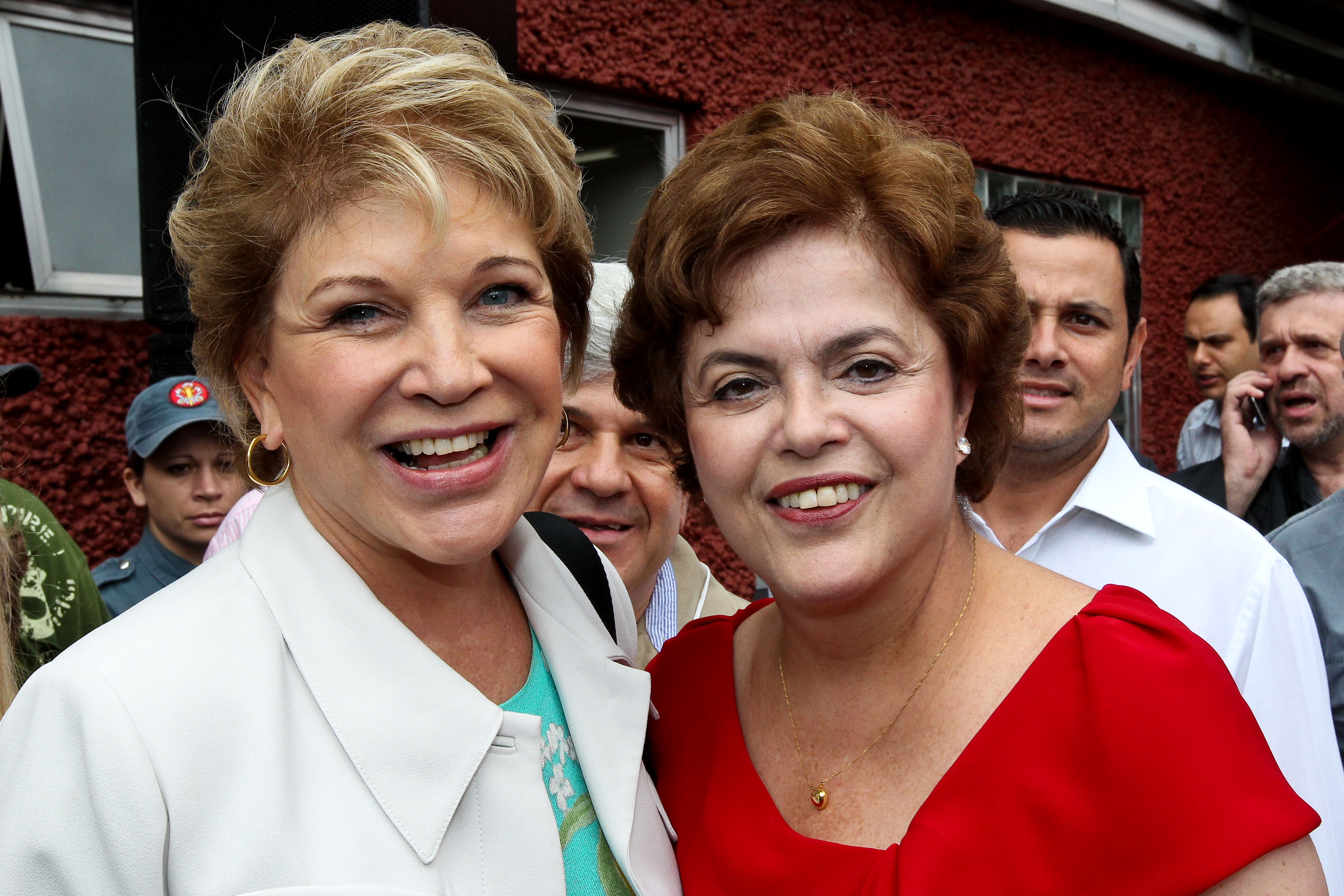
Marta e Dilma Rousseff a un evento del PT a San Paolo, nell'aprile 2010

Durante il suo periodo come Ministro della Cultura, il Congresso ha approvato il voucher culturale, il sistema culturale nazionale, la legge sulla cultura vivente e la sua amministrazione ha lanciato avvisi da milioni di dollari dedicati a politiche positive. D'altro canto, ha dovuto fare i conti con lo sciopero dei dipendenti ministeriali due mesi prima della Coppa del Mondo, la riduzione del bilancio del MinC (che rappresentava lo 0,13% del bilancio totale dell'Unione sotto il governo di Dilma) e le denunce riguardanti il funzionamento del CEU, criticato anche per il ritardo nella sua realizzazione. Nel 2015, un audit del Controllore generale dell'Unione ha evidenziato errori nelle azioni di controllo durante il suo mandato come ministro.
Per le elezioni presidenziali del 2014, Marta è stata portavoce di "Volta, Lula", movimento che difendeva la candidatura dell'ex presidente Lula al posto di Dilma. Il movimento non ha avuto successo e ha finito per generare disagio tra loro. Dopo la rielezione di Dilma, Marta ha annunciato che non avrebbe fatto parte del secondo mandato presidenziale. Durante la campagna, i membri del PT hanno criticato la performance di Marta nella campagna di Dilma, poiché credevano che avrebbe potuto contribuire a migliorare la performance elettorale del presidente nello Stato di San Paolo. L'11 novembre 2014 ha presentato la sua lettera di dimissioni dal Ministero della Cultura, criticando la squadra economica del governo e auspicando che Dilma "sia illuminata nella scelta della sua nuova squadra di lavoro, a partire da una squadra economica indipendente, esperta e collaudata, che ripristini fiducia e credibilità al vostro governo e che, soprattutto, è impegnato in una nuova agenda di stabilità e crescita per il nostro Paese"."

#### Adesione al PMDB

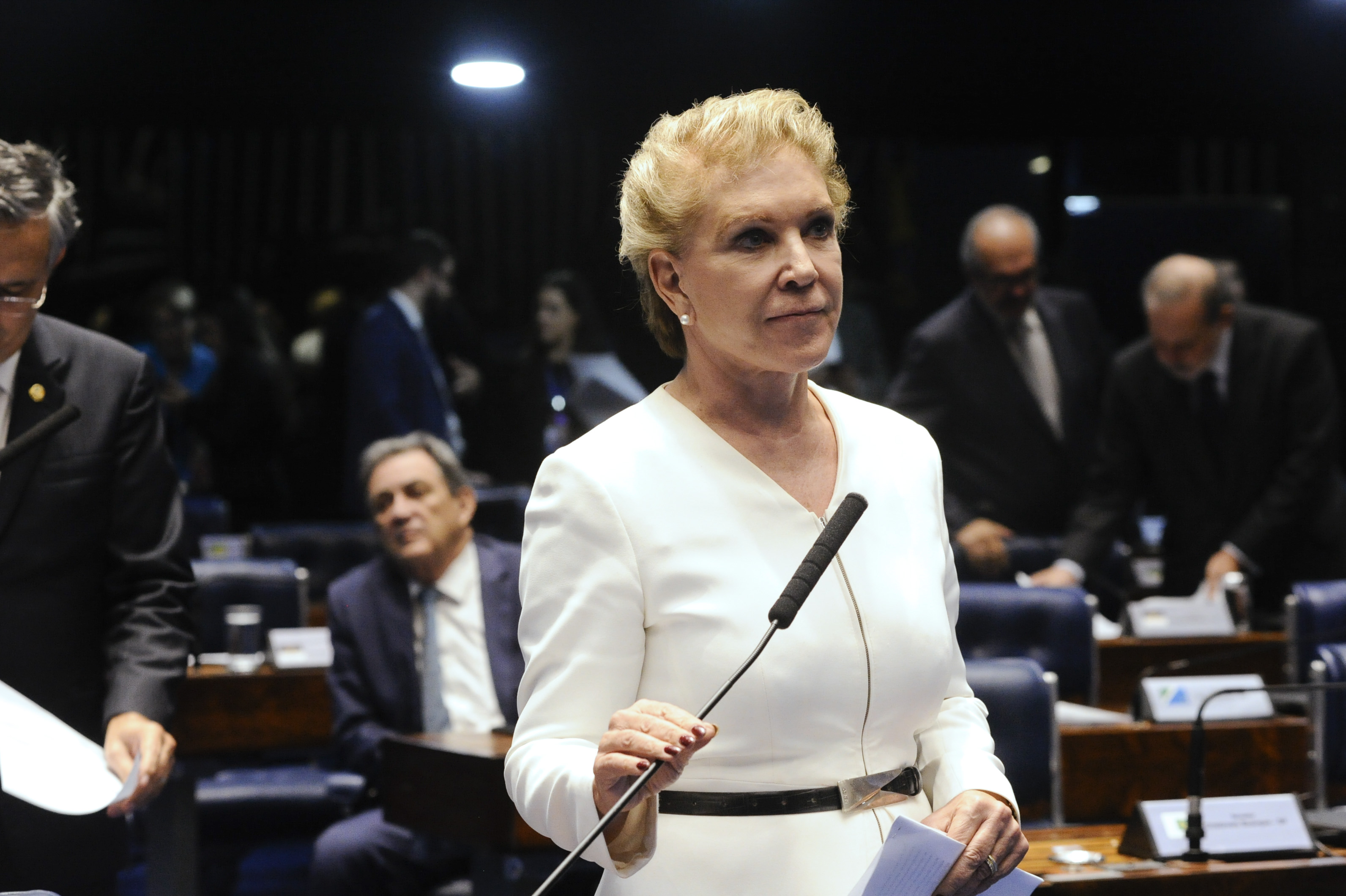
Suplicy in Senato, aprile 2018

Nel 2016, dopo aver lasciato il PT ed essersi unita al PMDB, Suplicy ha sostenuto vigorosamente il vicepresidente Michel Temer e il presidente del Congresso Eduardo Cunha nel tentativo di mettere sotto accusa la sua ex collega di partito politico, la presidente Dilma Rousseff. La decisione di Suplicy è stata considerata controversa da molti, incluso suo figlio, Supla, che ha dichiarato: "Minha mãe é golpista, meu pai é petista eu sou anarquista. Momentos políticos difíceis, né" ("Mia madre è una golpista, mio padre è membro del PT e io sono anarchico. Tempi difficili, eh?").
Suplicy avrebbe dovuto candidarsi nuovamente a sindaco di San Paolo nel 2020, unendosi anche a Solidariedade entro il termine legale. Tuttavia, si è rivolta al sindaco Bruno Covas e ha deciso di sostenere la sua rielezione con l'obiettivo di costruire un "ampio fronte" contro il bolsonarismo. Era considerata la candidata alla vicepresidenza del Covas, ma Solidariedade ha deciso di sostenere l'ex governatore Márcio França e lei ha lasciato il partito. Dopo la rielezione di Covas, è stata nominata capo della Segreteria degli Affari Internazionali e Federativi, tornando al governo municipale dopo sedici anni.

#### Ritorno nel PT
Nel gennaio 2024, ha ricevuto l'invito del presidente Lula a tornare nel PT e diventare vicepresidente nel ticket di Guilherme Boulos (Partido Socialismo e Liberdade -PSOL). Lei ha accettato dimettendosi da Segretario alle Relazioni Internazionali. 
La sua adesione al PT è stata avversata da un'ala del partito, che l'ha definita una "traditrice", dopo aver lasciato il PT e aver votato a favore dell'impeachment di Dilma Rousseff nel 2016. Solo dopo una votazione interna al vertice del partito, Marta è stata riammessa nel PT (12 voti favorevoli,1 contrario e 1 astensione) dopo esserne stata fuori quasi nove anni. Nel febbraio 2024 l'evento della sua riaffiliazione al Partito dei Lavoratori, che si è svolto presso la Casa de Portugal, nel centro di Paulistano. Erano presenti Boulos e il presidente Luiz Inácio Lula da Silva, che ha firmato il suo modulo di adesione al PT.

## Vita privata
Ha tre figli, uno dei quali è il cantante e musicista Supla. Nel 1965 ha sposato, assumendone quindi il cognome, Eduardo Suplicy, senatore brasiliano del PT dello stato di San Paolo, padre dei suoi figli. La coppia ha divorziato nel 2001 ma Marta è rimasta in ottimi rapporti col marito, di cui ha conservato il cognome. 
Marta Suplicy in seconde nozze ha sposato Luis Favre, dal quale ha divorziato dopo quasi otto anni. 
Ha attualmente una relazione con Márcio Toledo, ex presidente del Jockey Club di San Paolo.